# Budd-Pass
Der Budd-Pass ist ein Gebirgspass auf der Insel Heard im südlichen Indischen Ozean. Er verläuft 1,5 km südwestlich des Budd Peak.
Vermessen wurde er im Rahmen der von 1948 bis 1963 durchgeführten Kampagnen im Rahmen der Australian National Antarctic Research Expeditions (ANARE). Das Antarctic Names Committee of Australia (ANCA) benannte ihn nach Grahame Budd, unter anderem Leiter der ANARE-Kampagne im Jahr 1963 zur Insel Heard.